# Гортанная A
Ꞻ, ꞻ (гортанная A/A с псили) — буква расширенной латиницы, используемая для транслитерации угаритского письма, а именно буквы 𐎀.

## Использование
В транслитерации угаритского письма Ꞻ соответствует знаку «𐎀», обозначавшему звук [ʔa]. В конце слога гортанная смычка однако могла как упускаться, так произносится в качестве согласного либо согласного и короткого гласного. Так, слово, обозначавшее «ластоногое», могло быть записано как {mꞽšmn} (/mašamānu/), как {mšmn} (/maš(a)mānu/) или как {mꞻšmn} (/maaš(a)mānu/). В северо-западных семитских языках ему соответствовали א в еврейском и ܐ в сирийском алфавите, а в их транслитерации — букве  .
Наряду с Ꞻ в транслитерации угаритского письма присутствуют две аналогичные буквы, основанные на буквах I и U: Ꞽ и Ꞿ. 